# Minniza antonii
Espèce
Minniza antonii est une espèce de pseudoscorpions de la famille des Olpiidae.

## Distribution
Cette espèce est endémique de l'émirat de Fujaïrah aux Émirats arabes unis. Elle se rencontre vers Wadi Safad.

## Publication originale
- Mahnert, 2009 : Order Pseudoscorpiones. Arthropod fauna of the UAE, p. 26-42.